# Университет Западного Сиднея
Университет Западного Сиднея (англ. University of Western Sydney) — один из университетов Сиднея (Новый Южный Уэльс).

## История
Университет был организован в 1989 году, включив в себя несколько учебных заведений, таких, как школа для девочек-сирот в Парраматте (1813) и сельскохозяйственный колледж в Хоуксбери (1891). В 2009 году в нём проходили обучение 37426 студентов.
В настоящее время университет включает в себя несколько кампусов в западных пригородах Сиднея: Парраматта, Ричмонд, Блектаун, Пенрит, Бенкстаун и Кемпбеллтаун. Университет Западного Сиднея входит в 600 крупнейших вузов мира.

## Структура
Структурные подразделения:
- школа бизнеса
- школа информатики, техники и математики
- школа педагогики
- школа гуманитарных наук
- школа права
- школа медицины
- школа медсестринства
- школа социальных наук и психологии
- школа охраны здоровья

### Исследовательские институты и центры
- Экологический институт Хоуксбери (HIE)
- Институт культуры и общества (ICS)
- Институт инфраструктуры (IIE)
- Институт Маркса
- Центр комплементарной медицины (CompleMED)
- Центр педагогических исследований
- Центр психологии и педагогики
- Центр по изучению мусульманского общества
- Научно-исследовательский центр урбанистики
- Литературный научно-исследовательский центр

## Галерея

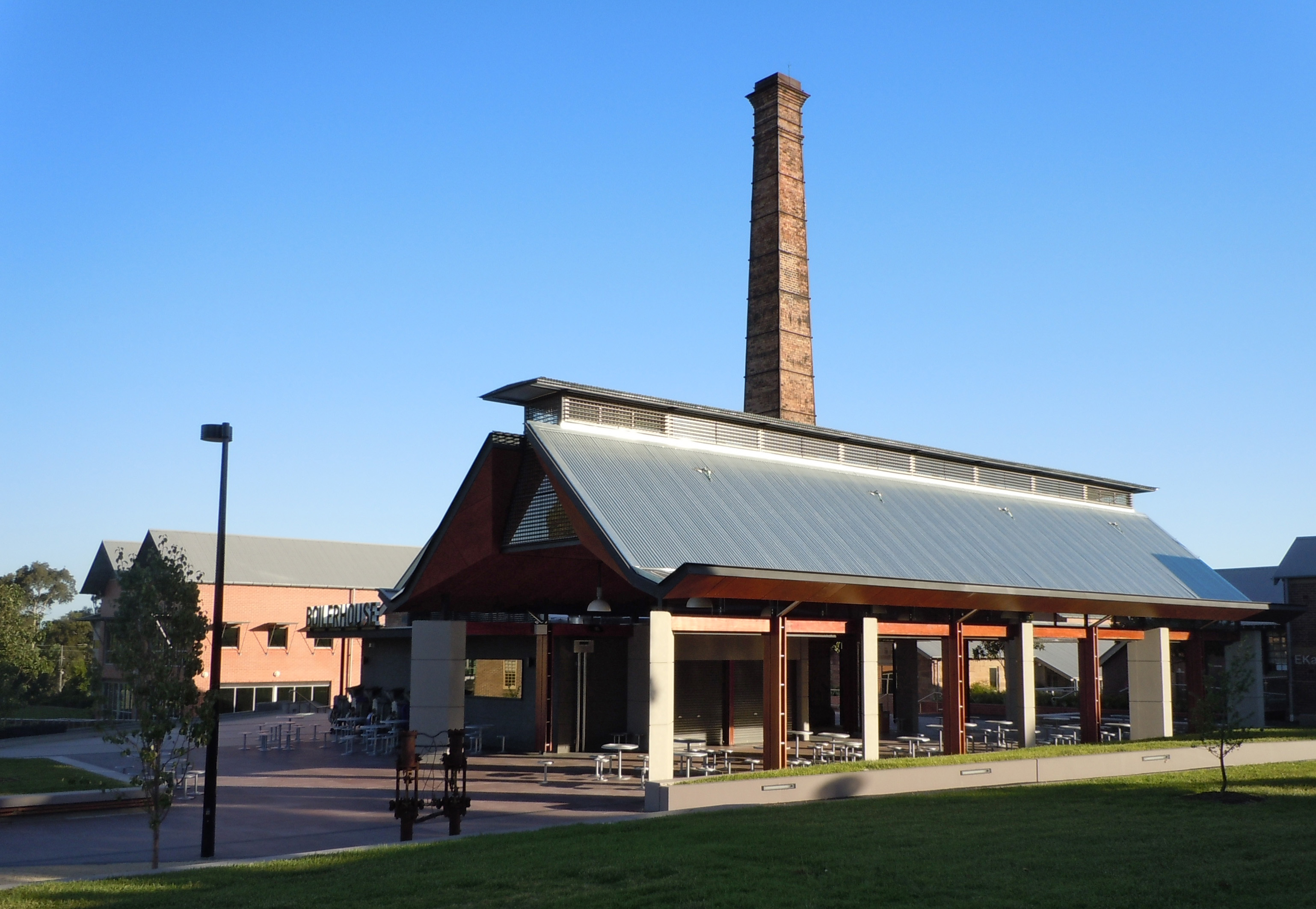
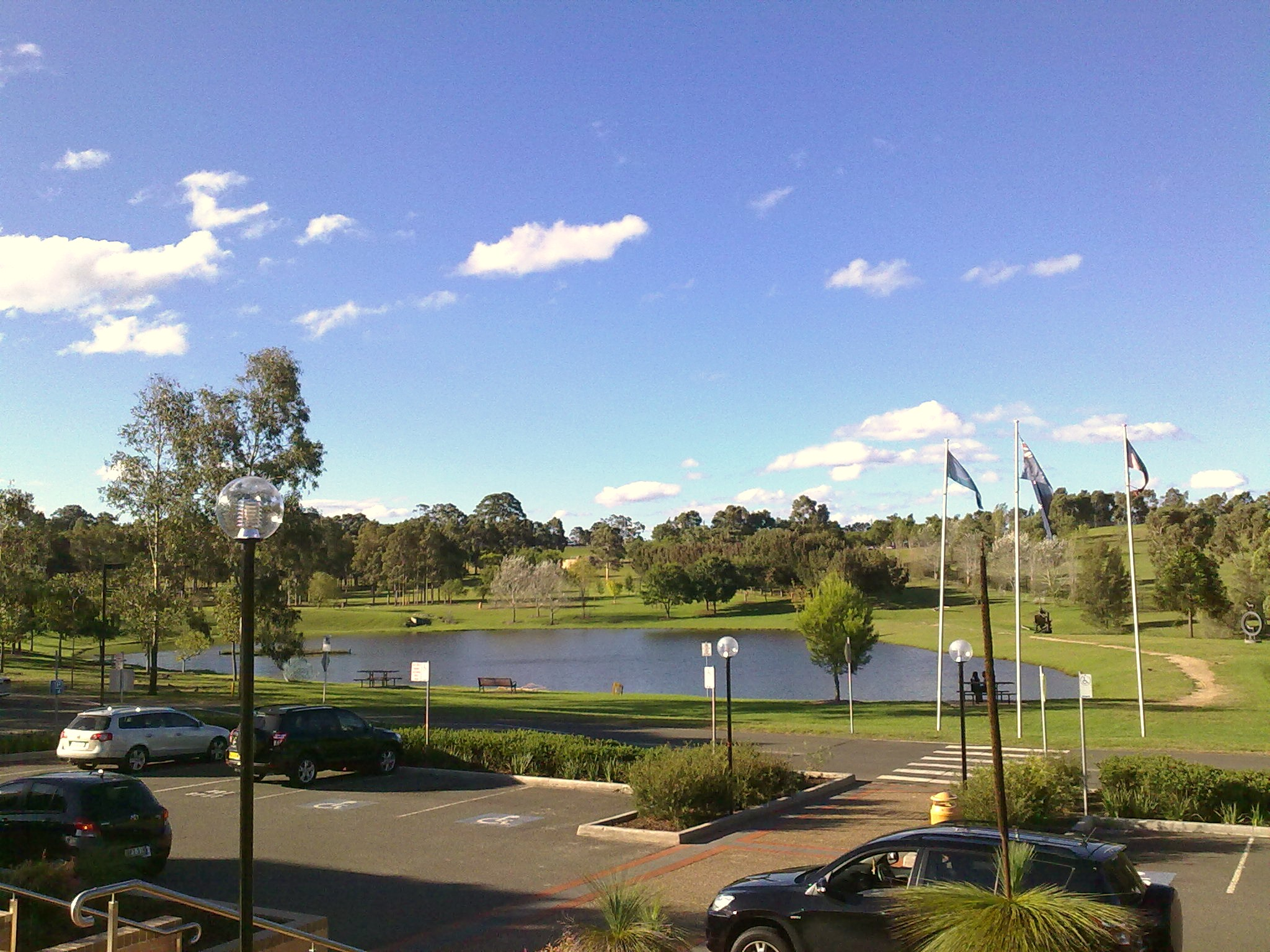
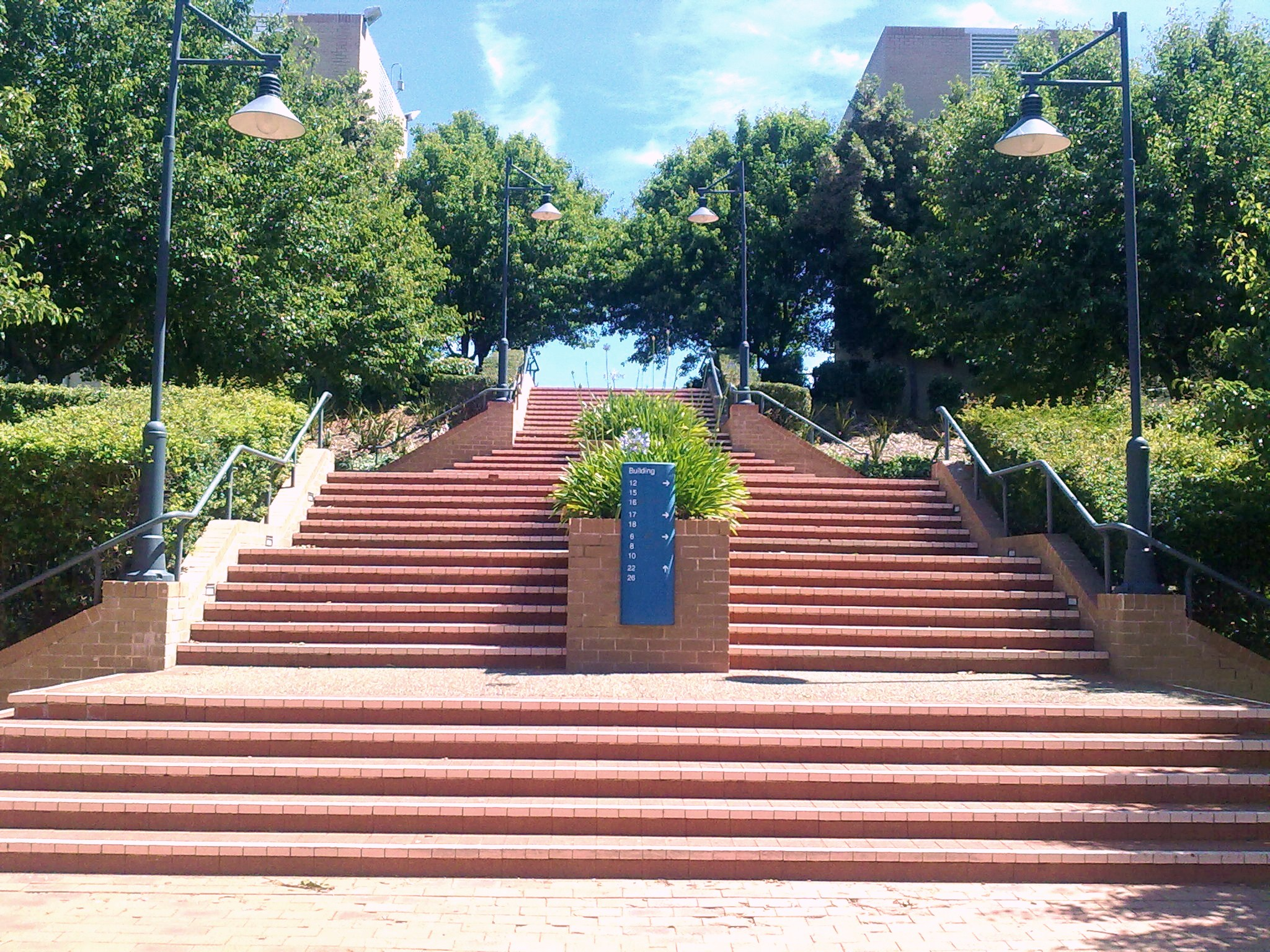
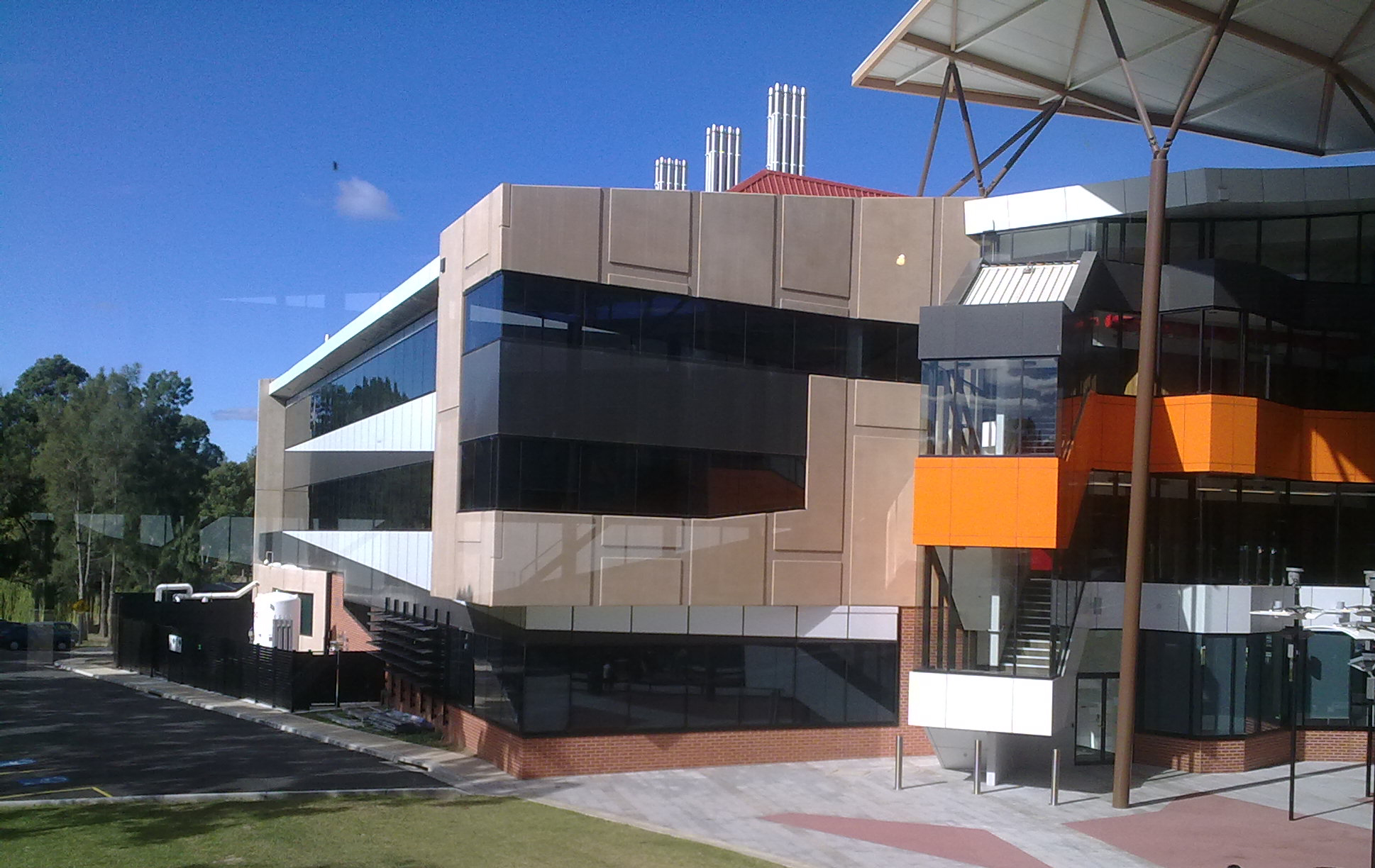